# Andrzej Przewoźnik

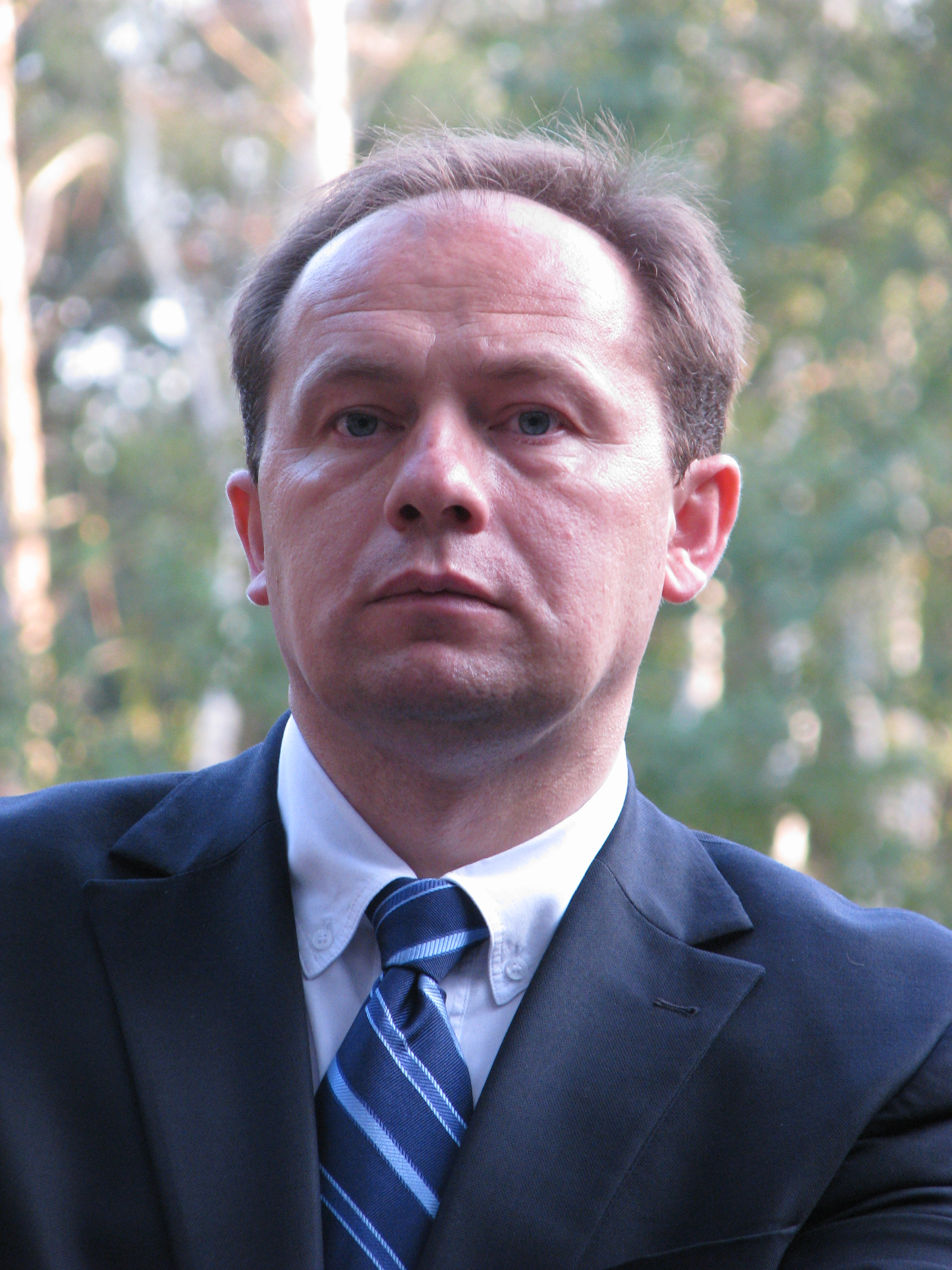

Andrzej Przewoźnik (* 13. Mai 1963 im Dorf Jurków in der ehemaligen polnischen Woiwodschaft Tarnów; † 10. April 2010 bei Smolensk, Russland) war ein polnischer Historiker. Er war langjähriger Sekretär des Rates zur Bewahrung des Gedenkens an Kampf und Martyrium. Er gehörte zu den Opfern des Flugunfalls bei Smolensk.

## Leben
Als Student im Fach Geschichte engagierte sich Przewoźnik in der ersten Hälfte der 1980er Jahre in der Demokratiebewegung um die Ende 1981 verbotene freie Gewerkschaft Solidarność. 1988 schloss er das Studium an der Jagiellonen-Universität in Krakau mit dem Magister ab. 1990 fand er eine Anstellung in der Verwaltung der Woiwodschaft Krakau.
Von 1992 bis zu seinem Tod war er Generalsekretär des Rates zur Bewahrung des Gedenkens an Kampf und Martyrium in Warschau. Im Rang eines Vizeministers führte er somit die Oberaufsicht über sämtliche Gedenkstätten und Denkmäler in Polen, die die Zeit der Fremdherrschaft von 1939 bis 1989 betreffen; jede neue Initiative bedurfte seiner Genehmigung. Einer der Schwerpunkte seiner Arbeit waren die Exhumierungen der Opfer der Massaker von Katyn, Kalinin und Charkow sowie die Einrichtung der Gedenkstätten für sie in Katyn, Mednoje und Pjatychatky. Auch genehmigte er die Neugestaltung des Friedhofs für die Opfer des Lagers Lamsdorf der Jahre 1945/46 und nahm an der Einweihung durch den Oppelner Bischof Alfons Nossol teil. Doch riefen in Oberschlesien seine Entscheidungen über die Änderungen an Mahnmalen für einheimische Gefallene der beiden Weltkriege Proteste von Politikern der deutschen Minderheit hervor.
2005 scheiterte Przewoźnik mit seiner Kandidatur für die Leitung des Instituts für Nationales Gedenken (IPN). Kurz zuvor waren Presseberichte erschienen, nach denen er in den 1980er Jahren Informant der Geheimpolizei SB gewesen sein soll. Doch das Lustrationsgericht befand, dass die Vorwürfe nicht zuträfen. Ebenfalls 2005 wurde er zum Vorsitzenden des Stiftungsrates des neugegründeten Europäischen Netzwerks Erinnerung und Solidarität berufen, das als Gegengewicht zum Zentrum gegen Vertreibungen von der Staatsministerin für Kultur Christina Weiss im Auftrag der rot-grünen Bundesregierung in Berlin initiiert worden war.
Przewoźnik gehörte zu der Delegation von Staatspräsident Lech Kaczyński, deren Mitglieder am 10. April 2010 auf dem Weg zu einer Gedenkfeier anlässlich des 70. Jahrestags des Massakers von Katyn beim Unfall der Präsidentenmaschine in einem Wald bei Smolensk den Tod fanden. Er wurde auf dem Powązki-Friedhof in Warschau beigesetzt.

## Werke
- mit Adam Strzembosz: Generał Nil. Warschau 1999.
- Polskie cmentarze wojenne w Iranie. Adiutor, Warschau 2002.
- Cmentarze katyńskie. Terra Nova, Warschau 2009, ISBN 978-83-89474-12-4.
- mit Jolanta Adamska: Katyń. Zbrodnia. Prawda. Pamięć. Świat Książki, Warschau 2010, ISBN 978-83-247-2036-1.
- mit Kiss Csaba Gy.: Tam na północy. Węgierska pamięć polskiego września. Most, Warschau 2010.